# Kristina Carlson
Pour les articles homonymes, voir Carlson.
Kristina Carlson (né le 31 juillet 1949 à Helsinki), est un écrivain finlandais.

## Œuvres

### Ouvrages de Kristina Carlson
- (fi) Hämärän valo (Recueil de poèmes), Helsinki, Otava, 1986 (ISBN 951-1-08562-X)
- (fi) Maan ääreen, Helsinki, Otava, 1999 (ISBN 951-1-16244-6)
- (fi) Herra Darwinin puutarhuri, Helsinki, Otava, 2009 (ISBN 978-951-1-23881-2)
- (fi) William N. päiväkirja, Helsinki, Otava, 2011 (ISBN 978-951-1-25592-5)

### sous le pseudo de Mari Lampinen
- (fi) Anni ja haaveiden loma, Jyväskylä, Helsinki, Gummerus, 1996 (ISBN 951-20-4901-5)
- (fi) Anni Kaukolan kartanossa, Jyväskylä, Helsinki, Gummerus, 1996 (ISBN 951-20-4902-3)
- (fi) Annin uudet ystävät, Jyväskylä, Helsinki, Gummerus, 1996 (ISBN 951-20-5009-9)
- (fi) Annin ensi-ilta, Jyväskylä, Helsinki, Gummerus, 1997 (ISBN 951-20-5025-0)
- (fi) Anni ja yllätystäti, Jyväskylä, Helsinki, Gummerus, 1997 (ISBN 951-20-5105-2)
- (fi) Anni ja lumienkeli, Jyväskylä, Helsinki, Gummerus, 1997 (ISBN 951-20-5203-2)
- (fi) Annin Pariisin kevät, Jyväskylä, Helsinki, Gummerus, 1997 (ISBN 951-20-5205-9)
- (fi) Anni ja karkulainen, Jyväskylä, Helsinki, Gummerus, 1998 (ISBN 951-20-5309-8)
- (fi) Anni tien päällä, Jyväskylä, Helsinki, Gummerus, 1998 (ISBN 951-20-5310-1)
- (fi) Anni, Abigail ja Dagda, Jyväskylä, Helsinki, Gummerus, 1998 (ISBN 951-20-5397-7)
- (fi) Anni ja Joona, Jyväskylä, Helsinki, Gummerus, 1998 (ISBN 951-20-5398-5)
- (fi) Annin uusi vuosi, Jyväskylä, Helsinki, Gummerus, 1999 (ISBN 951-20-5483-3)

## Prix
- Prix Finlandia, 1999
- Médaille Kiitos kirjasta, 2010
- Prix de la littérature de l'État finlandais, 2010